# Corusca gracilis
Espèce
Corusca gracilis est une espèce d'araignées aranéomorphes de la famille des Salticidae.

## Distribution
Cette espèce est endémique de Hainan en Chine,.

## Publication originale
- Zhou & Li, 2013 : Two new genera of jumping spiders from Hainan Island, China (Araneae, Salticidae). Zootaxa, no 3712(1), p. 1-84.